# Nataša Andonova
Nataša Andonova, née le 4 décembre 1993 à Negotino en Macédoine du Nord, est une footballeuse internationale macédonienne. Actuellement avec Al-Shabab, elle peut jouer au poste de d'attaquante.

## Carrière
En juin 2017, elle rejoint Barcelone.

## Palmarès
- Championnat d'Allemagne féminin de football: 2

2010-2011, 2011-2012
- Joueuse macédonienne de l'année 2012[1]